# Brahm Wenger
Pour les articles homonymes, voir Wenger.
Brahm Wenger (né 1953 à Montréal) est un compositeur canadien de musiques de films.

## Filmographie partielle
- 1996 : Urban Safari
- 1996 : Sealed With a Kiss (TV)
- 1996 : The Confidence Man
- 1996 : Hollow Point
- 1997 : Performance Anxiety
- 1997 : One of Those Nights
- 1997 : Un candidat idéal (The Absolute Truth) (TV)
- 1997 : Air Bud : Buddy star des paniers (Air Bud)
- 1997 : The Christmas List (TV)
- 1998 : Voyage of Terror (TV)
- 1999 : Chassés-croisés sentimentaux (Winding Roads)
- 2000 : Naomi's Web
- 2000 : Atterrissage forcé (Flight of Fancy)
- 2000 : The Right Hook
- 2001 : Dumb Luck
- 2001 : Destination Londres (Winning London) (vidéo)
- 2002 : The Mesmerist
- 2002 : Un été à Rome (When In Rome) (vidéo)
- 2006 : Spymate
- 2006 : Chestnut: Hero of Central Park
- 2010 : The Search for Santa Paws